# Comuna Pârgărești, Bacău
Pârgărești (în maghiară Szőlőhegy) este o comună în județul Bacău, Moldova, România, formată din satele Bahna, Nicorești, Pârâu Boghii, Pârgărești (reședința) și Satu Nou.

## Așezare
Comuna se află în sud-vestul județului, la sud de orașul Târgu Ocna, pe malul drept al Trotușului și pe malul stâng al afluentului său Oituz. Este străbătută de șoseaua județeană DJ116, care o leagă spre sud de Oituz (unde se termină în DN11) și spre nord de Târgu Ocna (unde se intersectează cu DN12A) și Bârsănești (unde se termină în același DN11).

## Demografie
Componența etnică a comunei Pârgărești
     Români (87,12%)
     Maghiari (1,9%)
     Alte etnii (0,13%)
     Necunoscută (10,84%)
Componența confesională a comunei Pârgărești
     Romano-catolici (79,31%)
     Ortodocși (8,44%)
     Alte religii (1,29%)
     Necunoscută (10,95%)
Conform recensământului efectuat în 2021, populația comunei Pârgărești se ridică la 3.790 de locuitori, în scădere față de recensământul anterior din 2011, când fuseseră înregistrați 4.445 de locuitori. Majoritatea locuitorilor sunt români (87,12%), cu o minoritate de maghiari (1,9%), iar pentru 10,84% nu se cunoaște apartenența etnică. Din punct de vedere confesional, majoritatea locuitorilor sunt romano-catolici (79,31%), cu o minoritate de ortodocși (8,44%), iar pentru 10,95% nu se cunoaște apartenența confesională.

## Politică și administrație
Comuna Pârgărești este administrată de un primar și un consiliu local compus din 13 consilieri. Primarul, Corneliu Alexe[*], de la Partidul Social Democrat, este în funcție din 1 noiembrie 2024. Începând cu alegerile locale din 2024, consiliul local are următoarea componență pe partide politice:
|  | Partid                          | Consilieri | Componența Consiliului | Componența Consiliului | Componența Consiliului | Componența Consiliului | Componența Consiliului |
|  | ------------------------------- | ---------- | ---------------------- | ---------------------- | ---------------------- | ---------------------- | ---------------------- |
|  | Partidul Social Democrat        | 5          |                        |                        |                        |                        |                        |
|  | Partidul Național Liberal       | 4          |                        |                        |                        |                        |                        |
|  | Alianța pentru Unirea Românilor | 4          |                        |                        |                        |                        |                        |

## Istorie
Comuna nu exista la sfârșitul secolului al XIX-lea. Satele Bahna, Nicorești și Pârgărești aparțineau pe atunci comunei Bogdănești, iar satul Pârâu Boghii făcea parte din comuna Târgu Trotuș. Până în 1925, când anuarul Socec le consemnează astfel distribuite, satul Pârgărești trecuse și el la comuna Târgu Trotuș. Comuna Pârgărești a fost înființată în 1956 direct în forma actuală, pe teritoriul raionului Târgu Ocna din regiunea Bacău. În 1968, comuna a trecut la județul Bacău.

## Personalități
- Vasile Gh. Radu (1903 - 1982), zoolog.